# 蝙蝠 (歌剧)
《蝙蝠》（德語：Die Fledermaus）為奥地利作曲家小約翰·史特勞斯所譜曲的轻歌剧。其德文腳本由卡爾·哈夫納（Carl Haffner）與理查德·热内（Richard Genée）所作。

## 創作歷史
蝙蝠這齣歌劇是根據兩齣戲劇的內容改編而來：一是德國劇作家尤利尤斯·班納第（Julius Roderich Benedix）的喜劇《監獄》（Das Gefängnis），另外一個來源則是法文喜劇《通宵宴會》（Le réveillon），由昂利·梅爾哈克（Henri Meilhac）與路多維·阿勒威（Ludovic Halévy）所作。卡爾·哈夫納原先純粹想把《通宵宴會》翻譯成德語戲劇，在維也納上演。但由於法國通宵宴會的習俗很難符合維也納觀眾胃口，計劃只能中斷，直至小約翰·施特勞斯決定將法式通宵宴會「偷換」為維也納舞會，並將其搬上歌劇舞台，劇本才得以復活。此時，哈夫納的譯本交給了堅尼處理，但堅尼其後宣稱自己的作品是自己從零開始，重新翻譯，甚至還說從未見過哈夫納。

## 劇情大綱
第一幕
地點：艾森史坦的宅邸
在辯護律師布林德協助無效下，艾森史坦男爵即將因為侮辱官員而坐牢八天，而今天就是他要入監的日子。但是他的朋友法克博士說服他延後一天入獄，並找他一起去參加一場俄國王子歐羅夫斯基所舉辦的舞會，而在那可以看到許多年輕的美女。法克在上個冬天曾經參加過一場化裝舞會，他裝扮成蝙蝠而且喝得酩酊大醉，但是當時艾森史坦故意將他拋棄在大街中，直到天亮後才醒來。結果法克就成了大家的笑柄。而此次他正等待機會想要好好的回整艾森史坦。
在家中艾森史坦正與他的妻子羅莎林德共度晚間的美好時光。女僕阿黛拉收到一封舞會的邀請函，但假裝是因為她婶婶生病而想告假。這時法克帶著邀請函來找艾森史坦，這時艾森史坦佯裝即將入獄而與妻子跟阿黛拉道別，事實上則是要跟法克一起去參加舞會。當他們離開後，羅莎林德之前的仰慕者阿菲列德來找她，對她唱著情歌。監獄的總督法蘭克這時候來要帶艾森史坦入獄，但是看到穿著家居便衣的阿菲列德，就把他當成艾森史坦給帶走了。
第二幕
地點：歐羅夫斯基的別墅
法克還另外邀請監獄的總督法蘭克、女僕阿黛拉共同來捉弄艾森史坦。羅莎林德扮裝為一個匈牙利伯爵夫人參加舞會，法克向別人介紹艾森史坦為「任納德侯爵」（Marquis Renard），而法蘭克為「查格林爵士」（Chevalier Chagrin）。在舞會進行中王子向他的客人們表達歡迎之意，而艾森史坦被介紹給扮裝後的阿黛拉認識，但他同時感覺奇怪，因為這位女士實在很像他家的女僕。接著法克又介紹扮裝後的羅沙林德給艾森史坦認識，在兩人親密交談的過程中，她從一只手錶確定這個男人就是她的丈夫，而且準備之後好好跟他算帳。在舞會熱鬧的終曲下，大家熱烈慶祝。
第三幕
地點：監獄
舞會結束後的隔天早上，一行人來到了監獄，而獄卒浮羅許因為主管不在而喝醉了。阿黛拉來到監獄為了得到「查格林爵士」（法蘭克）的幫助，而阿菲列德一心一意只想離開監獄。當羅莎林德知道艾森史坦的計畫後，她氣得想要跟他離婚，而法蘭克還一副醉醺醺的模樣。當艾森史坦發現監獄中已經有一個假的「艾森史坦」（實際上是阿菲列德）時，他已心裡有數。浮羅許把阿黛拉跟她姊姊依達關起來，而當法克來到後，他對舞會的賓客說明，這是為了報復去年冬天遭到戲弄的行動，眾人喧鬧不已。而艾森史坦最終還是得乖乖的待在監獄中，服完他的刑期。

## 演出紀錄

### 首演
《蝙蝠》於1874年4月5日在維也納河畔劇院首演，之後分別前往柏林（1874年7月）、倫敦（1876年12月）、巴黎（1877年10月）等地上演。
| 角色                                                   | 音域                                | 出演                    |
| ------------------------------------------------------ | ----------------------------------- | ----------------------- |
| 格伯利·艾森史坦男爵 Gabriel, Baron von Eisenstein      | 男高音                              | Jani Szika              |
| 羅莎林德，艾森史坦男爵夫人 Rosalinde, Gabriels Frau    | 女高音                              | Marie Geistinger        |
| 阿黛拉，羅莎林德的侍女 Adele, Kammermädchen            | 女高音                              | Caroline Charles-Hirsch |
| 依達，阿黛拉的妹妹 Ida, ihre Schwester                 | 女高音                              |                         |
| 阿菲列德，傾慕羅莎林德的歌唱教師 Alfred, Gesangslehrer | 男高音                              |                         |
| 法克博士，公證人，男爵的朋友 Dr. Falke, Notar          | 男中音                              | Ferdinand Lebrecht      |
| 布林德博士，男爵的律師 Dr. Blind, Advokat              | 男高音                              |                         |
| 法蘭克，典獄長 Frank, Gefängnisdirektor                | 男中音                              |                         |
| 歐羅夫斯基王子 Prinz Orlofsky                          | 原著為女中音反串 偶有假聲男高音出演 | Irma Nittinger          |
| 浮羅許，獄卒 Frosch, Gerichtsdiener                    | 只有說詞                            |                         |
| 王子舞會的賓客 Gäste des Prinzen                       | 合唱團                              |                         |

### 維也納新年音樂會
在例行的维也纳新年音乐会當中，《蝙蝠》序曲是相當熱門的選曲。以下是近年维也纳新年音乐会選奏《蝙蝠》序曲的紀錄：
| 年份 | 指揮             | 備註 |
| ---- | ---------------- | ---- |
| 1984 | 洛林·马泽尔      |      |
| 1987 | 赫伯特·冯·卡拉扬 |      |
| 1988 | 克劳迪奥·阿巴多  |      |
| 1989 | 卡洛斯·克莱伯    |      |
| 1994 | 洛林·马泽尔      |      |
| 1999 | 洛林·马泽尔      |      |
| 2002 | 小泽征尔         |      |
| 2004 | 里卡多·穆蒂      |      |
| 2010 | 乔治·普雷特      |      |

## 其他
- 根據美國歌劇協會（OPERA America）的數據顯示，現時《蝙蝠》在北美地區上演的頻率，名列第十九[來源請求]。

## 外部連結
- 《蝙蝠》：国际乐谱典藏计划上的乐谱